# Ryan Gosling
Ryan Thomas Gosling (London, Ontario, 12 de noviembre de 1980) es un actor, cantante y músico canadiense. También ha incursionado en la dirección y producción cinematográfica.
Tuvo la atención del público como estrella infantil en Mickey Mouse Club (1993-1999) de Disney Channel y apareció en otros programas de entretenimiento familiar incluyendo Are You Afraid of the Dark? (1995), Goosebumps (1996), Breaker High (1997-1998) y Young Hercules (1998-1999). Su primer papel importante en el cine fue en The believer (2001), y luego construyó una reputación por sus interpretaciones en películas independientes como Murder by numbers (2002), The Slaughter Rule (2002), The United States of Leland (2003) y Stay (2005). Alcanzó mayor reconocimiento en 2004 con un papel protagonista en The Notebook, por la que ganó cuatro Teen Choice Awards y un premio MTV Movie Award. Su actuación en Half Nelson (2006) estuvo nominada por un Óscar al mejor actor y su papel en Lars and the Real Girl (2008) estuvo nominada al Globo de Oro al mejor actor.
Después de una pausa de tres años, protagonizó Blue Valentine y All Good Things en 2010. Su actuación en esta última le valió una segunda nominación al Globo de Oro. El año 2011 resultó ser un año histórico para el actor, ya que apareció en tres películas: Crazy, Stupid, Love, el thriller Drive y el drama político The Ides of March, que resultaron en algunas de las mejores interpretaciones de su carrera. En 2016 interpretó al pianista Sebastian Wilder en el musical La La Land, que se convirtió en un fenómeno de masas y que le valió su segunda nominación a los Óscar. Continuó su reconocimiento con la cinta de ciencia ficción Blade Runner 2049 (2017) y el filme biográfico First Man (2018). Personificó a Ken en la exitosa película Barbie (2023), por la cual obtuvo su tercera nominación en los Óscar, esta vez como mejor actor de reparto.
Otros de sus trabajos en el mundo audiovisual han sido como director, donde debutó con Lost River, que fue estrenada en 2014. Su banda de música Dead Man's Bones, lanzó su primer álbum en 2009.

## Biografía
Gosling pasó la mayor parte de su vida en Ontario (nació en London),
 pero se crio en Cornwall. Es hijo de Donna, una secretaria, y Thomas Gosling, un trabajador de una fábrica de papel. Sus padres eran mormones, y Gosling dijo que "crecimos siendo bastante religiosos... era parte de todo - lo que comíamos, cómo pensábamos." Sus padres se divorciaron cuando él era pequeño. Él y su hermana mayor fueron criados por su madre, una experiencia que Gosling ha acreditado con ser programado para pensar como una chica. "Me atraen las películas que tienen personajes femeninos fuertes porque hay personajes femeninos fuertes en mi vida".
Ha actuado desde que era pequeño. Él y su hermana mayor, Mandi, cuatro años mayor que Gosling, cantaban juntos en bodas; hizo un tributo a Elvis Presley, y estuvo involucrado en una compañía de danza local. Actuar era "la única cosa que hacía para ser elogiado. Me dio confianza en mí mismo." Cuando tenía doce años, asistió a una audición abierta en Montreal, ganando un papel en The Mickey Mouse Club; esto lo obligó a vivir en Florida por un tiempo. 
No tenía "amigos" cuando era pequeño, y era acosado en el colegio. "No de un modo triste y de pobre de mí. No quería a nadie. Me gustaba estar solo. Sólo cuando tenía 14 o 15 años tuve amigos." "Odiaba ser pequeño. No me gustaba que me dijeran qué hacer, no me gustaba mi cuerpo, no me gustaba nada de eso. Ser pequeño y jugar y todas esas cosas me volvían loco." En primer curso, al haber sido fuertemente influenciado por First Blood, llevó cuchillos de carne al colegio y los tiró a otros alumnos durante el recreo. Este incidente lo llevó a la suspensión. Era incapaz de leer, lo que lo encontró "muy frustrante. No podía absorber nada de información, así que causé problemas."
Mientras asistía al colegio fue diagnosticado con trastorno por déficit de atención, se le prescribió Ritalin, y fue asignado a una clase para estudiantes con necesidades especiales. Por lo tanto, su madre dejó su trabajo y fue educado en su hogar durante un año. Gosling ha dicho que la educación en casa le dio "un sentido de autonomía que nunca he perdido". Dejó el instituto a los 17 años para enfocarse en su carrera como actor.
Desarrolló un acento peculiar a una edad temprana, luego explicó, "De pequeño, pensé que tener un acento canadiense no sonaba duro. Pensé que los chicos deberían sonar como Marlon Brando. Así que ahora tengo un acento falso que no puedo mezclar bien, pero no es falso."

## Carrera actoral

### Joven actor
En 1993, a los doce años, Gosling asistió a una audición abierta en Montreal por un renacimiento de Mickey Mouse Club de Disney Channel. Firmó un contrato de dos años y se mudó a Orlando, Florida. Apareció en pantalla menos que los demás porque él "realmente tenía  las mismas aspiraciones, en comparación con lo que los otros chicos eran capaces de hacer." Sin embargo, él ha descrito el trabajo como "los mejores dos años."
Los miembros del elenco incluían a Justin Timberlake, Britney Spears y Christina Aguilera, y Gosling ha acreditado la experiencia de inculcar en ellos "este gran sentido de foco". 
Particularmente se hizo amigo cercano de Timberlake y vivieron juntos durante seis meses durante el segundo año del programa. La madre de Timberlake se convirtió en la guardián legal de Gosling después de que su madre volviera a Canadá por motivos de trabajo. Gosling ha dicho que no están en contacto: "Es como el instituto. Tienes amigos geniales, y luego te haces mayor y tienes tu propia vida. Él me apoya mucho, y yo lo apoyo mucho, mucho y estoy extremadamente orgulloso de él."
También apareció en series de televisión canadienses y películas incluyendo Goosebumps, Are You Afraid of the Dark?, Breaker High, y en 1998, se mudó a Nueva Zelanda para filmar la serie Young Hercules.

### Películas independientes

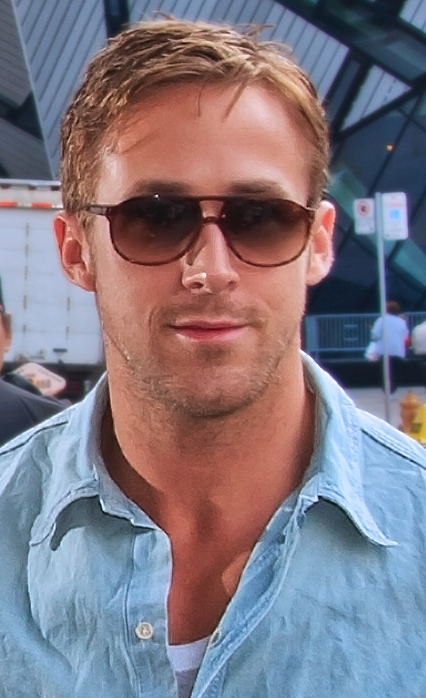
Gosling en 2010.

A los diecinueve años, decidió hacer cástines para "películas serias." Su agente lo abandonó y supo lo difícil que es conseguir trabajos: "Es muy difícil a los pequeños de televisión romper el estigma. Todo lo que tienes es una cinta VHS tuya en The Mickey Mouse Club llevando un curtidor falso y peleando con esfinges imaginarias."
Obtuvo un papel como un joven judío neonazi en la película The Believer, en 2001. El director Henry Bean ha dicho que eligió a Gosling porque él "entendía algo de la religión. El mormonismo es muy exigente, y te aísla de la manera en que lo hace el judaísmo. Y él tenía todo eso." Su actuación le hizo ganar buenas críticas. Kevin Thomas de Los Angeles Times elogió; "una actuación electrizante y convincente," mientras que Roger Ebert de Chicago Sun-Times lo encontró como un "joven actor poderoso." Todd McCarthy de Variety sintió que su "actuación dinamita" podría "apenas haber sido mejor". Lisa Schwarzbaum de Entertainment Weekly describió su actuación como "explosiva" y "fascinante". Carly Meyer de San Francisco Chronicle dijo que "Gosling da una actuación apasionada. El ex miembro del Club Mickey Mouse se convierte en una amenaza asegurada e imponente. Lo crees cuando su personaje golpea al rival musculoso skinhead." La película ganó un Grand Jury Prize en el Festival de cine de Sundance y Gosling lo ha descrito como "La película que de algún modo me hizo un regalo: la carrera que tengo ahora. Me encontraba en Sundance y de pronto la gente me preguntaba sobre mi oficio. Así que tuve que fingir que tenía uno."
En la película de 2002, Murder by Numbers, Gosling y Michael Pitt interpretaron a un par de estudiantes de instituto que creían que podían cometer el crimen perfecto. Sandra Bullock era la protagonista, una detective que debía investigar el crimen. La película se estrenó en la alfombra roja del Festival de Cannes lo cual Gosling encontró "contundente": "Tenía miedo de pisar el vestido de Sandy, de hecho, lo hice un par de veces... Fui advertido para no hacerlo... Intenté no prestar atención a nada más." Lisa Schwarzbaum de Entertainment Weekly lo describió como "un talento fenomenal incluso así". Mick LaSalle de San Francisco Chronicle dijo: "El equilibrio de Gosling es extraño en alguien tan joven, y él mantiene la pantalla bien en sus encuentros con Bullock." Peter Rainer de New York Magazine sintió que él tenía "una presencia en la pantalla de mercurio." Sin embargo, Todd McCarthy de Variety sintió que los actores jóvenes "fuertes y carismáticos" estaban "aflojados por el guión".
En 2002, apareció en The Slaughter Rule, que explora la relación en Montana entre un jugador de fútbol de instituto y su entrenador con problemas. Gosling ha dicho que la oportunidad de trabajar con David Morse lo convirtió en un "mejor actor." Stephen Holden de The New York Times describió a Gosling como "material de gran estrella" con una "intensidad y crudeza que recuerdan al joven Matt Dillon." Manohla Dargis de Los Angeles Times fue atraído por "el talento en bruto de Gosling y la magnificencia del gran campo abierto de la película".
En 2003, actuó en The United States of Leland, como un adolescente encarcelado por el asesinato de un niño con discapacidad. Se sintió atraído por el papel porque "Leland era tan diferente. Es el tipo de personaje que no está en las películas a menudo - los personajes que están emocionalmente desconectados en toda la película." Roger Ebert de Chicago Sun-Times afirmó que el "actor talentoso hace todo que pueda hacerse con Leland, pero el personaje viene de conceptos de un escritor, no de la vida." A.O. Scott de The New York Times notó que el "Sr. Gosling, cuya inteligencia vigilante te hace recordar al joven Sean Penn, que lucha por rescatar a Leland de las garras del cliché." David Rooney de Variety sintió que su "actuación de una sola nota, sin expresión perturbada no tiene nada de bordes magnéticos en sus avances desde su trabajo en The Believer."

### The NotebookyHalf Nelson

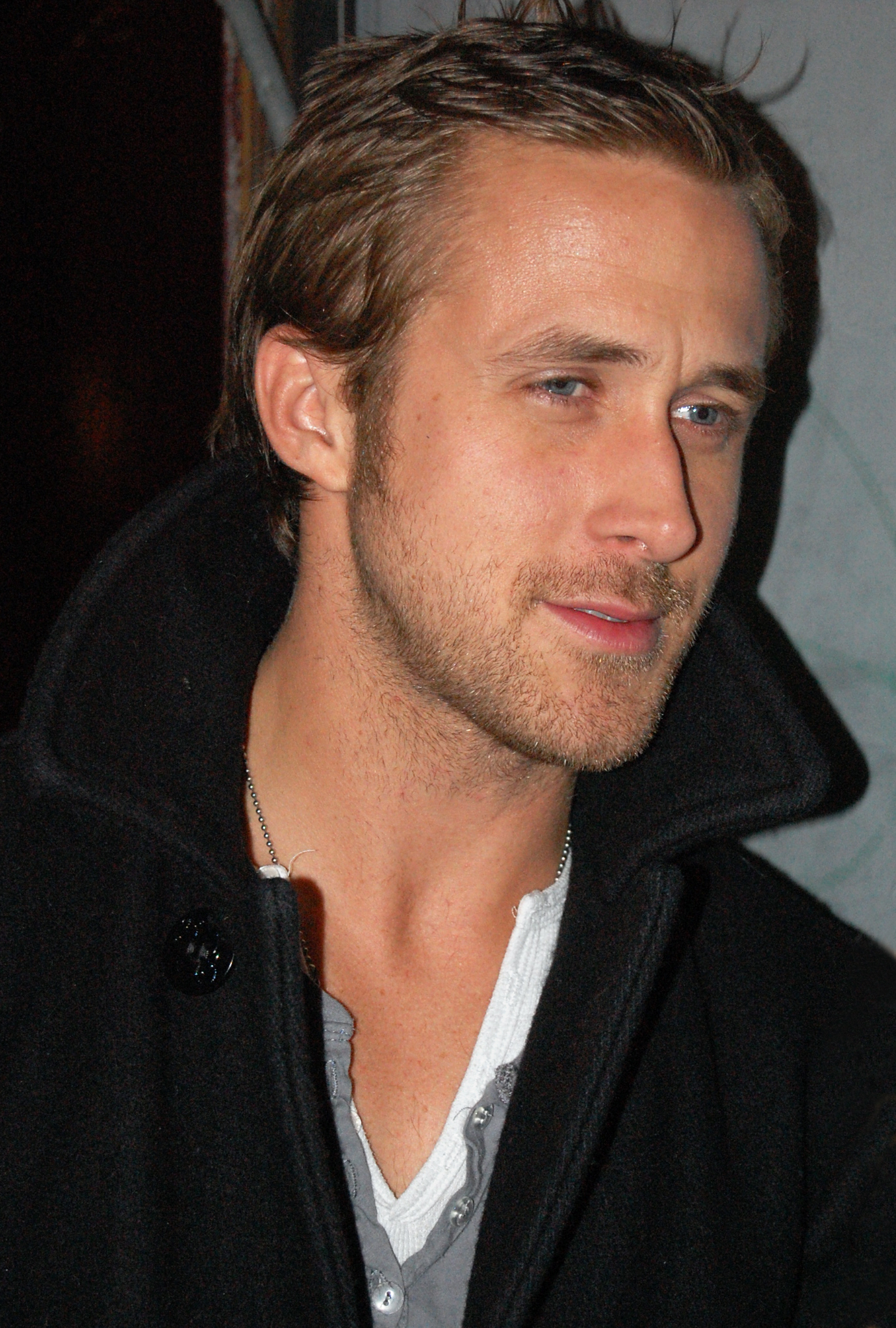
Gosling fuera de un concierto con su banda, Dead Man's Bones en Montreal, Canadá en octubre de 2009.

En 2004, protagonizó junto a Rachel McAdams The Notebook. La película convirtió en estrellas a sus dos protagonistas, tuvo una trascendencia enorme y aparece frecuentemente en listas de las películas más románticas. La química entre Gosling y McAdams fue subrayada por The New York Times que dijo: "Sus actuaciones son tan espontáneas y combustibles que rápidamente te identificas con los novios imprudentes, que encarnan una inocencia que lo tiene todo pero que ya no existe en la vida de los jóvenes estadounidenses. Y contra tu propio juicio, apuestas por que la pareja venza las probabilidades en contra de ellos."
En 2005, apareció como un joven estudiante de arte alterado en Stay, un thriller psicológico coprotagonizado con Naomi Watts y Ewan McGregor. En una crítica poca halagüeña, Manohla Dargis de The New York Times dijo que Gosling, "como sus fans, merece más." Todd McCarthy de Variety sintió que el "capaz" McGregor y Gosling "no ofrecieron nada nuevo de lo que ya habían mostrado antes." Gosling se inmutó por la reacción negativa: "Un chico de diez años vino a mí por la calle, y me dijo, '¿eres el tipo de Stay? ¿De qué trataba esa película?' Creo que eso es genial. Estoy tan orgulloso si alguien dice, 'Hey, estuviste horrible en esa película,' como si me dijeran que los hice llorar."
En 2006, protagonizó Half Nelson en el papel de un profesor de instituto adicto a las drogas que establece una relación con una joven estudiante. Su actuación le procuró críticas muy favorables. Kenneth Turan de Los Angeles Times describió "una actuación fascinante, causal pero que domina, y que muestra el tipo de comprensión profunda de los actores de poco carácter." Claudia Puig de USA Today dijo que la película "establece a Ryan Gosling como uno de los mejores actores del momento." Ruthe Stein de San Francisco Chronicle hizo comparaciones con Marlon Brando y dijo que él habita su personaje "con cada característica de su rostro y cada partícula de su cuerpo y alma... Nadie al que le importen las grandes actuaciones querrá perderse su actuación." Roger Ebert de Chicago Sun-Times dijo, "esta actuación, después de The Believer, prueba que es uno de los mejores actores que trabajan actualmente en el cine." Ann Hornaday de The Washington Post sintió que su "actuación es reminiscencia de su espectacular (y poco vista) actuación" en The Believer mientras que Manohla Dargis de The New York Times sintió que "deslumbraba aun con más brillo", de lo que lo hizo en The Believer. Fue mencionado para un Premio Óscar, un Premio del Sindicato de Actores, y un Broadcast Film Critics Association y ganó el del Mejor Actor en los Premios Independent Spirit.
Interpretó a un chico introvertido que se enamora de una muñeca en la comedia Lars and the Real Girl. Roger Ebert juzgó que "una película sobre una muñeca hinchable de tamaño natural" se había convertido en "una declaración firme de vida de esperanza" gracias a la "actuación de Ryan Gosling, que dice cosas que no pueden ser dichas." Ann Hornaday describió su actuación como "un pequeño milagro, no sólo porque es completa y vulnerablemente abierto como hombre que esencialmente está apagado, sino porque cambia y crece imperceptiblemente ante nuestros ojos." 
Kenneth Turan de Los Angeles Times admiró su "sinceridad inquebrantable y sin pestañear." Claudia Puig de USA Today dijo, "El conmovedor Gosling encarna al torpe Lars con gestos (un parpadeo repetido que se siente como particularmente auténtico) trayendo así su carácter dulce a la vida viva." Sin embargo, Manohla Dargis afirmó que "la actuación es un error de cálculo raro en una carrera brillante en su mayor parte." Fue mencionado para un Globo de Globo de Oro al Mejor Actor - Comedia o musical, un Premio del Sindicato de Actores y un Broadcast Film Critics Association y ganó un Premio Satellite.
Protagonizó junto a Anthony Hopkins en Fracture en 2007. Al principio había rechazado el papel, pero luego cambió de opinión cuando Hopkins se inscribió: "Es un maestro, y es importante ver a los maestros trabajar." Los críticos disfrutaron la pareja de Gosling y Hopkins. Claudia Puig de USA Today declaró que "ver a un veterano como Hopkins verbalmente ajustado con uno de los mejores actores jóvenes de Hollywood vale el precio de la entrada."

### Mayor reconocimiento

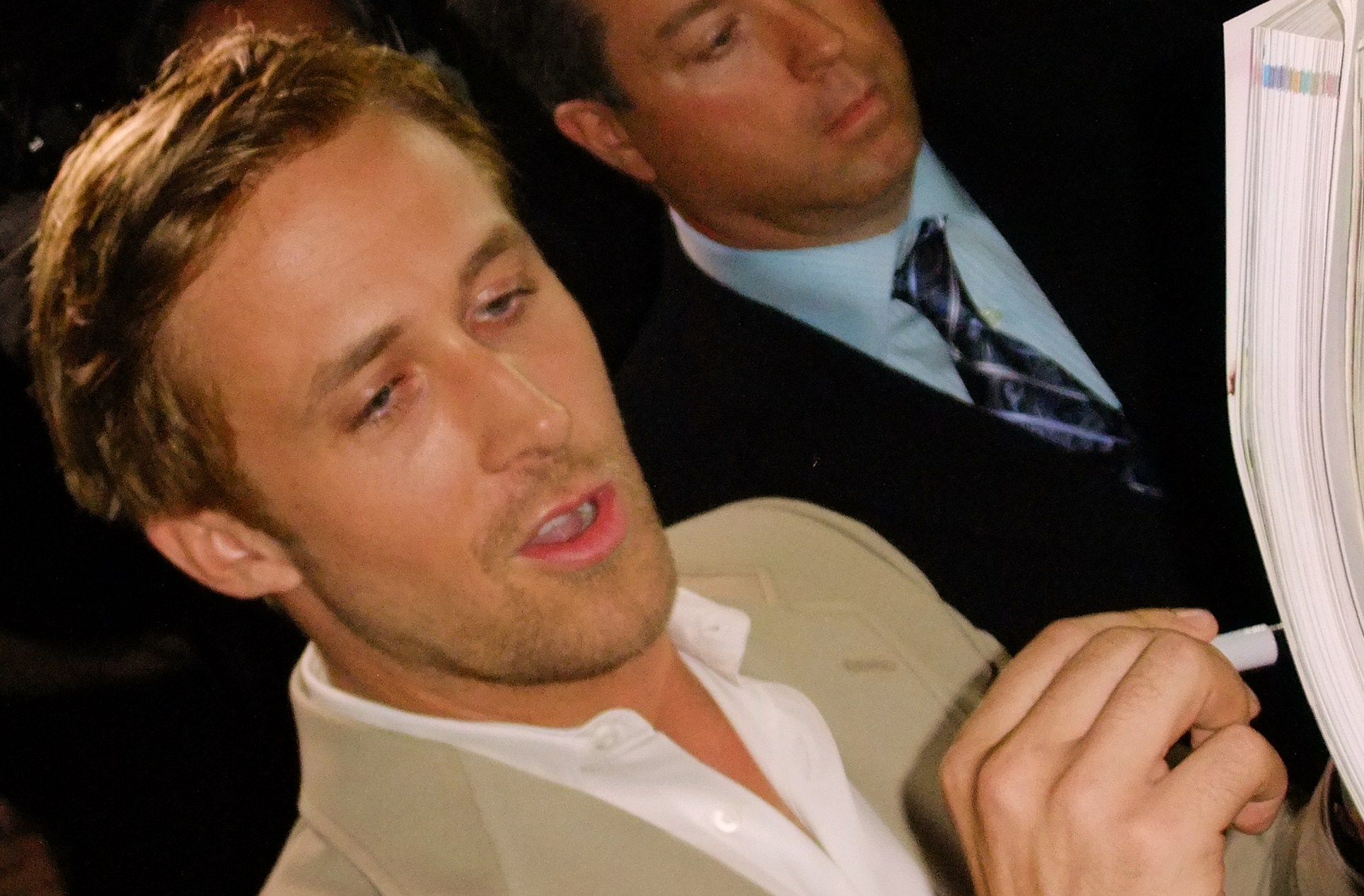
Ryan Gosling en el Festival Internacional de Cine de Toronto en 2011.

Gosling protagonizó cinco películas de alto perfil en 2010 y 2011. "Nunca he tenido tanta energía," dijo Gosling. "Estoy más emocionado en hacer películas de lo que solía. Solía temer esto; era tan emotivo y agobiante. Pero encontré una manera de divertirme mientras lo hago. Y creo que eso se traduce en las películas." También ha dicho que se siente "deprimido" cuando no trabaja.
En 2010, coprotagonizó con Michelle Williams en Blue Valentine, de Derek Cianfrance. La película de bajo presupuesto fue improvisada en su mayoría: "La mayoría de las películas cuando actúas, tratas de bloquear las luces y los remolques. Aquí, te tenías que acordar que estabas haciendo una película," dijo Gosling. Peter Travers de Rolling Stone escribió que la película contenía "dos de las actuaciones más explosivas y emocionales que verás por ninguna parte." Mick LaSalle de San Francisco Chronicle sintió que él "trae un entendimiento pre-natural de gente a su actuación." 
A.O. Scott de The New York Times lo encontró "convincente como un viejo, desesperado Dean, y quizás un poco menos como la versión joven." Michael Philips de The Chicago Tribune lo describió como "un actor de considerables fuentes emocionales" con "un instinto de deslumbrar a su manera a través de una escena en parte o improvisada." Owen Gleiberman de Entertainment Weekly notó que "él interpreta a Dean como un trabajador de clase obrera sarcástico, pero cuando su ira se desata, la actuación se torna poderosa. Se convierte un estudio escalofriante en las heridas de la masculinidad defensiva." Wesley Morris de The Boston Globe sintió que la actuación - con su "acento de Queens, la intencionalidad, la angustia." Estuvo nominado por un Globo de Oro al Mejor Actor - en Película. También, narró ReGeneration, un documental que explora el cinismo de la juventud de hoy en día hacia causas sociales y políticas.
El año 2011 lo vio expandir sus horizontes. Apareció en su primer papel cómico, en Crazy, Stupid, Love. Ann Hornaday de The Washington Post dijo que "su presencia seductiva sugiere que quizás hemos encontrado a nuestro próximo George Clooney." Roger Ebert encontró "la sorpresa es Ryan Gosling. Yo lo considero un actor magnífico, y lo he visto interpretar todo desde un antisemita (The Believer) a un chico asesino (Murder by Numbers)." Wesley Morris de The Boston Globe elogió su "misterio de ídolo de matinée... Gosling es el actor joven más naturalmente sexual que tienen las películas." Peter Travers de Rolling Stone declaró que él "anota un golpe de gracia cómica." Claudia Puig de USA Today sintió que se revela como "sorprendente", "un don para la comedia."
Su primer papel de acción fue en Drive. Roger Ebert de The Chicago Sun-Times declaró que él "es un actor carismático, como fue Steve McQueen. Encarna presencia y sinceridad... ha mostrado un regalo de encontrar personajes poderosos [y] puede lograr casi cualquier cosa." Claudia Puig de USA Today sintió que "en las manos de un actor menor, Driver podría haber sido un recipiente vacío. Pero Gosling bombea el personaje minimalista con complejidad inquietante." Joe Morgenstern de Wall Street Journal, "el misterio permanente de como se las arregla en tener tanto impacto con tan poco esfuerzo. Es irresistible para comparar su estilo económico al de Marlon Brando... Pero siendo incomparable como Brando, él podría ser educado al punto de la autoparodia. Que no ha pasado al Señor Gosling... Él y su poderosa película, que es últimamente sobre un momento de gracia, se merece el uno al otro. Es el minimalista más elegante del medio." Peter Travers de Rolling Stone lo describió como "dinamita en el papel, silencioso, estoico, que irradia misterio."
También fue dirigido por George Clooney en el drama político The Ides of March, que se estrenó en el Festival Internacional de Cine de Venecia. Claudia Puig de USA Today sintió que él demostró una "compleja mezcla de idealismo y oportunista." Joe Morganstern de Wall Street Journal dijo que Gosling y Philip Seymour Hoffman "son eminentemente bien equipados para interpretar variaciones en sus temas principales de personajes. Sin embargo, ningún actor tiene gran material para conjurarlo en el guion." Roger Ebert sintió que él "una vez más estaba interpretando a un personaje con una presencia insistente."
En 2011 completó el trabajo para la película The Place Beyond the Pines, dirigida por Derek Cianfrance, de Blue valentine. El reparto incluyó a Bradley Cooper, Rose Byrne, Eva Mendes y Ray Liotta y la película se estrenó en 2013. Gosling interpretó a Luke, un piloto de acrobacias de motocicletas que roba bancos para mantener a su familia. Ryan se refirió a las dificultades de filmar escenas de robo con reales empleados de bancos: "Tengo que robarles cerca de veinte veces antes de que se detengan en estar emocionados de estar en la película. Las primeras veinte tomas son básicamente gente sonriendo con sus manos arriba."
Además, en 2011 filmó The Gangster Squad, un drama criminal entre la policía y la mafia de Los Ángeles. El elenco incluyó a Sean Penn, Josh Brolin, Emma Stone, Michael Pena y Nick Nolte y la película se estrenó en octubre de 2012. El actor interpretará al Sargento Jerry Wooters, un oficial de LAPD que intenta ser más astuto que el jefe mafioso Mickey Cohen. El director es Rubén Fleischer de Zombieland y Gosling ha dicho, "Es muy, muy diferente [de sus otras películas] y creo que está haciendo un gran trabajo hasta ahora."
En enero de 2012, comenzó a grabar Only God Forgives, su segunda colaboración con el director Nicholas Winding Refn de Drive. Interpretó a un gánster que se enfrenta a un expolicía que cree que él es Dios. La historia gira en torno de su madre, interpretada por Kristin Scott Thomas, quien le ordena a su hijo a que se vengue de la muerte de su hermano. Gosling describió el guion como "la cosa más extraña que he leído y se hará más extraña." Para la preparación de este papel realizó un completo entrenamiento Muay Thai. También filmó en este año  Song to Song (anteriormente conocida como Lawless) de Terrence Malick junto a nombres como Christian Bale, Cate Blanchett, Rooney Mara y Haley Bennett.
En 2015, formó parte del reparto de La gran apuesta, donde compartió protagonismo con Christian Bale, Steve Carell y Brad Pitt. En 2016, protagonizó The Nice Guys con Russell Crowe, la película tiene una calificación de 91%, basado en 244 comentarios, con una nota media de 7.5 / 10. En diciembre del 2016 se estrenó La La Land, película musical estadounidense dirigida y escrita por Damien Chazelle. Los protagonistas son Gosling como un pianista de jazz que se enamora de una aspirante actriz Emma Stone, en Los Ángeles, California. Por esta interpretación obtuvo diversos reconocimientos: nominaciones en los Óscar al mejor actor, a los BAFTA al mejor actor y en el Sindicato de Actores al mejor actor, además de ganar el Globo de Oro al mejor actor.
En 2017 protagonizó la película Song to Song y la cinta de ciencia ficción Blade Runner 2049, remake de la película Blade Runner (1982). En 2018 protagonizó la película biográfica First Man en el papel de Neil Armstrong. Después de un parón de unos años, regresó al cine con la película de mayor presupuesto de Netflix hasta ese momento, titulada The Gray Man.
En 2023 realizó el papel de Ken en la película Barbie, que resultó ser un fenómeno de masas que resultó en Barbenheimer y propició que la película tuviera una recaudación mayor de un millón de dólares en la taquilla mundial. En 2024 interpretó al doble de acción Colt Seavers en la cinta The Fall Guy, protagonizada por él junto a Emily Blunt.

## Vida personal
Fue pareja de Sandra Bullock, a la que conoció en Murder by Numbers, entre 2002 y 2003. Después conoció a Rachel McAdams en el rodaje de The Notebook (2004) y el director declaró que «se odiaban». El propio Gosling confesó que «inspirábamos lo peor en cada uno».

Fue una experiencia extraña: rodar una historia de amor y no llevarte bien con tu compañera. Dos años después nos encontramos en Nueva York y comenzamos a pensar que, quizás, estábamos equivocados el uno con el otro.
Ryan Gosling

Iniciaron una relación en 2005 y un año más tarde un periodista preguntó por los planes de boda. La respuesta del actor canadiense fue clara: «pregúntale».

Rachel McAdams es el gran amor de mi vida
Ryan Gosling

Pero, en 2008 la relación llegó a su fin. 

Las mujeres están enfadadas conmigo. Me preguntan que cómo pude dejar ir a una chica así.
Ryan Gosling

Y confesó:

Nuestra relación fue mucho más romántica que The Notebook.
Ryan Gosling

En el año 2011 inició una relación con Eva Mendes. En septiembre de 2014 tuvieron una hija llamada Esmeralda Amada. El 29 de abril de 2016 la pareja tuvo su segunda hija llamada Amada Lee. 
Ryan tiene un perro llamado George, al que rescató de una perrera en Los Ángeles.
Tiene un tatuaje de The Giving Tree en su brazo izquierdo. Da apoyo a varias causas sociales, y ha trabajado particularmente con el proyecto Enough, viajando en 2010 al este del Congo. Fue representante de Hollywood en la Conferencia Nacional de 2008, donde habló sobre Darfur. 

Por alguna razón, hay interés por parte de la gente en lo que hago. Tengo que decir que estoy encantado de tener estas experiencias.
Ryan Gosling

Ha declarado que es gran admirador del «actor de actores» Gary Oldman y lo define como su actor favorito. Le gusta montar a caballo y jugar al ajedrez. 

### Propietario de restaurante
Gosling es copropietario de Tagine, un restaurante marroquí en Beverly Hills, California. "Superviso los menús" ha dicho. "Soy un auténtico gourmet. En realidad, nunca quise ser propietario pero uno de mis amigos me llamó una noche, dijo que su primo se iría de la ciudad y necesitaba vender el restaurante. En ese momento no estaba tan ocupado así que gasté todo mi dinero en él." "Estaba en ruinas y tuve que renovarlo yo mismo." "Pasé un año trabajando en ello y ahora me encanta".

## Música
En 2007, Gosling hizo un disco en solitario llamado Put Me In the Car, disponible para descargas en internet. También ese mismo año, Gosling y su amigo, Zach Shields formaron la banda indie rock Dead Man's Bones. Se conocieron en 2005, cuando Ryan salía con Rachel McAdams y Zach con su hermana, Kayleen, respectivamente. Concibieron el proyecto como un musical con tema de monstruos pero se establecieron en formar una banda cuando se dieron cuenta de que colocar una escena sería demasiado caro. Grabaron su debut homónimo con el Coro de Niños de Silverlake Conservatory y aprendieron a tocar todos los instrumentos. Gosling contribuyó con voces, guitarra, bajo y chelo en el disco.
El álbum fue lanzado a través de ANTI-Records el 6 de octubre de 2009, y recibió en su mayoría buenas críticas. Pitchfork le gustó por un "disco único, llamativo y querible" y reconoció que "mientras que la mayoría de los temas supernaturales son más de fiestas de Halloween de escuela, hay un puñado de momentos realmente inquietantes. Spin Magazine sintió que el álbum, "no invierte la regla que los actores hacen dudosos a los músicos pop, pero su colaboración con Zach Shields tiene un encanto innegablemente oscuro."
En septiembre de 2009, Gosling y Shields tuvieron una residencia de tres noches en el Teatro Bob Baker Marionette, donde actuaron junto a esqueletos de neón y fantasmas que brillaban. Luego hicieron una gira de trece fechas en América del Norte en octubre de 2009, usando un coro de niños local en cada show. En lugar de un acto de apertura, un show de talentos se llevó a cabo cada noche. En septiembre de 2010, se presentaron en el festival FYF Festival.
En 2011, el actor habló de sus intenciones de grabar un segundo disco. No aparecerá un coro de niños en el siguiente álbum porque "no puedes fumar, no puedes decir malas palabras, no puedes emborracharte. Tienes que asegurarte que tengan pizza y vayan al baño. No es muy rock 'n' roll."

## Filmografía

### Cine
| Año  | Título                      | Papel                         |
| ---- | --------------------------- | ----------------------------- |
| 1997 | Frankenstein and Me         | Kenny                         |
| 2000 | Remember the Titans         | Alan Bosley                   |
| 2001 | El creyente                 | Danny Balint                  |
| 2002 | Murder by Numbers           | Richard Haywood               |
| 2002 | The Slaughter Rule          | Roy Chutney                   |
| 2003 | The United States of Leland | Leland P. Fitzgerald          |
| 2004 | The Notebook                | Noah Calhoun                  |
| 2005 | Stay                        | Henry Letham                  |
| 2006 | Half Nelson                 | Dan Dunne                     |
| 2007 | Fracture                    | Willy Beachum                 |
| 2007 | Lars and the Real Girl      | Lars Lindstrom                |
| 2010 | All Good Things             | David Marks                   |
| 2010 | Blue Valentine              | Dean Pereira                  |
| 2010 | ReGeneration                | Narrador                      |
| 2011 | Crazy, Stupid, Love         | Jacob Palmer                  |
| 2011 | Drive                       | El Conductor                  |
| 2011 | The Ides of March           | Stephen Meyers                |
| 2012 | The Place Beyond the Pines  | Luke Glanton                  |
| 2013 | Gangster Squad              | Jerry Wooters                 |
| 2013 | Only God Forgives           | Julian Thompson               |
| 2015 | La gran apuesta             | Jared Vennett                 |
| 2016 | The Nice Guys               | Holland March                 |
| 2016 | La La Land                  | Sebastian Wilder              |
| 2017 | Song to Song                | BV                            |
| 2017 | Blade Runner 2049           | Oficial K                     |
| 2018 | First Man                   | Neil Armstrong                |
| 2022 | The Gray Man                | Courtland Gentry «Sierra Six» |
| 2023 | Barbie                      | Ken                           |
| 2024 | The Fall Guy                | Colt Seavers                  |

### Televisión
| Año       | Título                                   | Papel               | Notas                                        |
| --------- | ---------------------------------------- | ------------------- | -------------------------------------------- |
| 1993–1995 | Mickey Mouse Club                        | Él mismo            | Programa de televisión                       |
| 1995      | Are You Afraid of the Dark?              | Jamie Leary         | Episodio: «The Tale of Station»              |
| 1996      | PSI Factor: Chronicles of the Paranormal | Adam                | Episodio: «Dream House/UFO Encounter»        |
| 1996      | Kung Fu: The Legend Continues            | Kevin               | Episodio: «Dragon's Lair»                    |
| 1996      | Road to Avonlea                          | Bret McNulty        | Episodio: «From Away»                        |
| 1996      | Goosebumps                               | Greg Banks          | Episodio: «Say Cheese and Die»               |
| 1996      | The Adventures of Shirley Holmes         | Sean                | Episodio: «The Case of the Burning Building» |
| 1996      | Flash Forward                            | Scott Stuckey       | 2 episodios                                  |
| 1996      | Ready or Not                             | Matt Kalinsky       | Episodio: «I Do, I Don't»                    |
| 1997–1998 | Breaker High                             | Sean Stanley Hanlon | Elenco principal                             |
| 1998      | Nothing Too Good for a Cowboy            | Tommy               | Película de televisión                       |
| 1998–1999 | Young Hercules                           | Hércules            | Protagonista                                 |
| 1998–1999 | Hercules: The Legendary Journeys         | Zylus               | Episodio: «The Academy»                      |
| 1999      | The Unbelievables                        | Josh                | Película de televisión                       |
| 2005      | I'm Still Here                           | Ilya Gerber (voz)   | Documental de televisión                     |
| 2015–2024 | Saturday Night Live                      | Él mismo            | 3 episodios                                  |

## Premios y nominaciones
Premios Óscar
| Año  | Categoría              | Película    | Resultado |
| ---- | ---------------------- | ----------- | --------- |
| 2007 | Mejor actor            | Half Nelson | Nominado  |
| 2017 | Mejor actor            | La La Land  | Nominado  |
| 2023 | Mejor actor de reparto | Barbie      | Nominado  |

Globos de Oro
| Año  | Categoría                       | Película               | Resultado |
| ---- | ------------------------------- | ---------------------- | --------- |
| 2007 | Mejor actor - Comedia o musical | Lars and the Real Girl | Nominado  |
| 2010 | Mejor actor - Drama             | Blue valentine         | Nominado  |
| 2011 | Mejor actor - Comedia o musical | Crazy, Stupid, Love    | Nominado  |
| 2011 | Mejor actor - Drama             | The Ides of March      | Nominado  |
| 2016 | Mejor actor - Comedia o musical | La La Land             | Ganador   |
| 2023 | Mejor actor de reparto          | Barbie                 | Nominado  |

Premios BAFTA
| Año  | Categoría              | Película   | Resultado |
| ---- | ---------------------- | ---------- | --------- |
| 2016 | Mejor actor            | La La Land | Nominado  |
| 2023 | Mejor actor de reparto | Barbie     | Nominado  |

Sindicato de Actores
| Año  | Categoría              | Película               | Resultado |
| ---- | ---------------------- | ---------------------- | --------- |
| 2006 | Mejor actor            | Half Nelson            | Nominado  |
| 2007 | Mejor actor            | Lars and the Real Girl | Nominado  |
| 2016 | Mejor actor            | La La Land             | Nominado  |
| 2023 | Mejor reparto          | Barbie                 | Nominado  |
| 2023 | Mejor actor de reparto | Barbie                 | Nominado  |

Premio de la Crítica Cinematográfica
| Año  | Categoría              | Película               | Resultado |
| ---- | ---------------------- | ---------------------- | --------- |
| 2006 | Mejor actor            | Half Nelson            | Nominado  |
| 2007 | Mejor actor            | Lars and the Real Girl | Nominado  |
| 2010 | Mejor actor            | Blue valentine         | Nominado  |
| 2011 | Mejor actor            | Drive                  | Nominado  |
| 2016 | Mejor actor            | La La Land             | Nominado  |
| 2023 | Mejor actor de reparto | Barbie                 | Nominado  |

Satellite Awards
| Año  | Categoría              | Película   | Resultado |
| ---- | ---------------------- | ---------- | --------- |
| 2016 | Mejor actor            | La La Land | Nominado  |
| 2023 | Mejor actor de reparto | Barbie     | Nominado  |

Independent Spirit Awards
| Año  | Categoría   | Película     | Resultado |
| ---- | ----------- | ------------ | --------- |
| 2001 | Mejor actor | The Believer | Nominado  |
| 2006 | Mejor actor | Half Nelson  | Ganador   |
| 2011 | Mejor actor | Drive        | Nominado  |